# يانغ وي
يانغ وي (بالصينية: 杨威) (Yang Wei) هو لاعب أولمبي لرياضة الجمباز من الصين. شارك في الأولمبياد الصيفي في 2000–2008، وفاز بما مجموعه 5 ميداليات.

## الميداليات
| ذهب | فضة | برونز | المجموع |
| 3   | 2   | 0     | 5       |

## روابط خارجية
- يانغ وي على موقع الاتحاد الدولي للجمباز (licence) (الإنجليزية)
- يانغ وي على موقع الاتحاد الدولي للجمباز (biography) (الإنجليزية)
- يانغ وي على موقع اللجنة الأولمبية الدولية (الإنجليزية)
- يانغ وي على موقع أوليمبيديا (الإنجليزية)
- يانغ وي على موقع اللجنة الأولمبية الصينية (الإنجليزية)